# Cantón de Béziers-2
El cantón de Béziers-2 es una división administrativa francesa, situada en el departamento del Hérault y la región Occitania.

## Composición

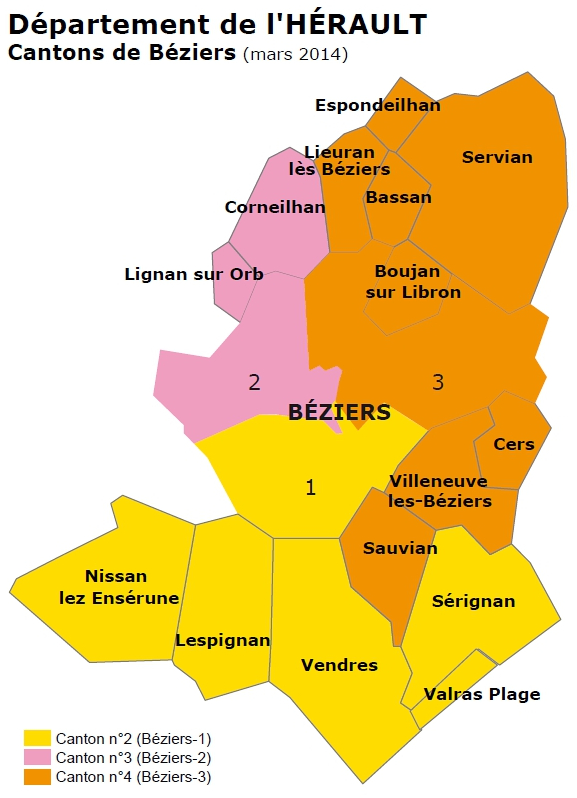
cantón de Béziers-2

Desde el 22 de marzo de 2015, el cantón de Béziers-2 agrupa 3 comunas:
- part de Béziers
- Corneilhan
- Lignan-sur-Orb

|  |  |